# Império de Axum
O Império de Axum (em Ge'ez: መንግሥተ አኵስም, em Grego antigo: Ἀξωμίτης) também conhecido como Reino de Axum, Cidade-Estado de Axum, ou Império Axumita foi um reino africano que se tornou conhecido pelos povos da região por volta do século I. Localizava-se no território onde atualmente fica o norte da Etiópia, e abrangendo a atual Eritreia, Djibuti e Sudão, bem próximo ao Mar Vermelho e ao Rio Nilo, estendeu-se no seu auge por grande parte do sul da Arábia durante o reinado de Kaleb, rei de Axum. Estava centrado na África Oriental e no Sul da Arábia desde a antiguidade clássica até a Idade Média.
Os axumitas estabeleceram-se na região por volta do século V a.C., na cidade de Axum, e passaram a conquistar outras áreas próximas, cobrando tributos dos povos derrotados. A partir do século II, conquistaram várias cidades da Península Arábica e o Reino de Cuxe, ampliando consideravelmente seu Império.
Axum serviu como capital do reino por muitos séculos, mas mudou-se para Jarma no século IX devido ao declínio das conexões comerciais e às recorrentes invasões externas. Emergindo da civilização Dʿmt, o reino foi fundado em 150 a.C. Não se sabe se uma guerra ocorreu ou não entre estados concorrentes pelo controle da região após a queda de D'mt evoluir para o Reino de Axum.
À medida que o reino se tornou uma grande potência na rota comercial entre Roma e a Índia e ganhou o monopólio do comércio do Oceano Índico, entrou na esfera cultural greco-romana. O grego era a língua de administração de Axum e era amplamente conhecida no século III d.C. Foi usada em inscrições, cunhagem e comércio. A escrita Geʽez entrou em uso no século 4; no século VI, as traduções para Ge'ez já eram comuns. Devido aos seus laços com o mundo greco-romano, o Reino de Axum adotou o cristianismo como religião oficial em meados do século IV, sob Ezana de Axum. Após a sua cristianização, os axumitas cessaram a construção de estelas.
O Reino de Axum foi considerado uma das quatro grandes potências do século III pelo profeta persa Manes, ao lado da Pérsia, Roma e China. Durante o reinado de Endúbis, Axum começou a cunhar moedas que foram escavadas em lugares tão distantes como Cesareia e sul da Índia. Axum continuou a se expandir sob o reinado de Gedara, que foi o primeiro rei axumita a se envolver nos assuntos da Arábia do Sul por volta do início do século III, conquistando a importante cidade de Najrã, as tribos Tiama e ocupando a capital do Reino Himiarita, Zafar, até uma aliança interna os expulsarem dos reinos. Os conflitos iemenita-etíopes, entretanto, continuaram ao longo do século III.
O reino continuou a se expandir ao longo da Antiguidade Tardia, conquistando o Reino de Cuxe sob o rei Ezana no ano 330 por um curto período de tempo e herdando dele o exônimo grego "Etiópia". O domínio axumita no Mar Vermelho culminou durante o reinado de Elesbão de Axum, que, a mando do imperador bizantino Justino I, invadiu o Reino Himiarita no Iêmen para acabar com a perseguição aos cristãos perpetrada pelo rei judeu Dunaas. Com a anexação de Himyar, o Reino de Axum atingiu sua maior extensão territorial, sendo cerca de 2.500.000km². No entanto, o território foi perdido nas guerras Axumitas-Persas.
O lento declínio do reino começou no século VII, altura em que a sua moeda deixou de ser produzida. A presença persa (e mais tarde muçulmana) no Mar Vermelho fez com que Axum sofresse economicamente e a população da cidade de Axum acabou encolhendo. Juntamente com fatores ambientais e internos, têm sido sugerida como a razão do seu declínio. Os últimos três séculos de Axum são considerados uma era das trevas e, devido a circunstâncias incertas, o reino entrou em colapso por volta de 960. Apesar da sua posição como um dos principais impérios da antiguidade tardia, o Reino de Axum caiu enquanto a Etiópia permaneceu isolada durante o final da Idade Média.

## Etimologia
Segundo alguns filólogos, a palavra Axum deriva de uma combinação de duas línguas diferentes; as línguas agaus e ge'ez. A palavra “Ak” (significa água na língua agau) e a palavra “Shum” (significa chefe ou senhor em ge’ez). Porém, Carlo Conti Rossini acredita que a palavra possui raiz semítica e significa um "jardim verde e denso, cheio de grama".

## História

### Cidade-Estado de Axum
Antes do estabelecimento de Axum, o planalto do Tigré, no norte da Etiópia, era o lar de um reino conhecido como Dʿmt. Evidências arqueológicas mostram que o reino foi influenciado pelos sabeus do atual Iêmen; o consenso acadêmico era anteriormente que os sabeus foram os fundadores da civilização semita na Etiópia, embora isso tenha sido posteriormente refutado e sua influência seja considerada menor. A presença dos sabeus provavelmente durou apenas algumas décadas, mas sua influência na civilização axumita posterior incluiu a adoção da Antiga Arábia do Sul.em questão de décadas, mas sua influência na civilização axumita incluiu a adoção do antigo alfabeto arábico meridional, que se desenvolveu e se tornou a escrita Geʽez, e na antiga religião semita.
A primeira menção histórica de Axum vem do Périplo do Mar da Eritreia, um guia comercial que provavelmente data de meados do século I d.C. Axum é mencionado juntamente com as cidades de Adúlis e o local de comércio Ptolemais Theron como estando dentro do reino de Zoscales. A área é descrita como produtora principalmente de marfim, bem como de carapaças de tartaruga. O rei Zoscales teve educação grega, indicando que a influência greco-romana já estava presente nesta época. É evidente no Périplo que, mesmo nesta fase inicial da sua história, Axum desempenhou um papel na rota comercial transcontinental entre Roma e a Índia.

## Cristianização
Segundo a história contada por Teodoreto, que se refere aos eventos como passando na Índia, um homem de Tiro, interessado em comerciar com a Índia, partiu em viagem com seus dois sobrinhos. O barco, porém, foi atacado por bárbaros, que mataram quase todos a bordo. Seus sobrinhos, Edésio (Ædesius) e Frumêncio (Frumentius), foram levados como escravos ao rei do país, que, percebendo sua inteligência, os promoveu a superintendentes do reino. Eles eram cristãos, e continuaram servindo ao reino após a morte do rei e a ascensão ao trono do seu filho. Após algum tempo, eles pediram para voltar para seu país, e voltaram a território romano. Edésio foi para Tiro, mas Frumêncio para Alexandria, onde informou que os indianos estavam ansiosos para ganhar a luz espiritual. Atanásio, o bispo, disse que não havia ninguém melhor que o próprio Frumêncio para a missão, nomeou-o bispo, e enviou-o de volta. 
Com base na história de Teodoreto e outras evidências, considera-se que o cristianismo foi adotado como religião estatal de Axum em 330, o que criou laços religiosos com o Egito (então cristão) e Constantinopla. O rei Ezana foi convertido ao cristianismo por Frumêncio, um monge sírio que foi mais tarde feito bispo pela Igreja Copta egípcia. A partir dessa época, os reis cristãos de Axum construíram palácios e igrejas, entre estas a primeira Igreja de Santa Maria, levantada em finais do século IV, segundo uma lenda, na área de um lago que secou milagrosamente. Achados arqueológicos e antigos textos mostram que a cidade contou com palácios e casas nobres de pedra com vários andares, mas a maioria das moradas em Axum eram de barro e cobertas de palha.
Segundo a tradição religiosa da Igreja Ortodoxa Etíope, recolhida na obra Kebra Negast (século XIII), foi de Axum que partiu Maqueda, a rainha de Sabá, para visitar o rei Salomão em Jerusalém. Ainda segundo a tradição, da união entre ambos nasceu Menelique I, que após visitar o pai trouxe à Etiópia a Arca da Aliança, que até hoje estaria numa capela do complexo da Igreja de Santa Maria de Sião.

## Decadência
A partir do século VII se inicia a decadência de Axum, primeiro devido à instabilidade comercial causada pelas disputas entre bizantinos e os persas do Império Sassânida e, após 632, pela expansão dos domínios dos árabes muçulmanos. Apesar de que as relações com os muçulmanos foram inicialmente amistosas, a partir do século VII a ascensão da dinastia omíada causou seu declínio final. Os árabes dominaram o comércio do mar Vermelho, conquistando Adúlis e cortando as rotas comerciais do Império de Axum. A produção agrícola caiu, provavelmente por problemas ambientais e de excessiva exploração da área circundante da cidade, que nos finais do século VIII foi reduzida a um vilarejo. As elites abandonaram a cidade, assim como os reis, que transferiram a capital ao sul. Apesar haver mantido sua importância simbólica, especialmente religiosa, os líderes da igreja etíope deixaram a cidade na metade do século X.
Após um longo período de obscuridade, Axum começa a reviver a partir do século XV. A Igreja de Santa Maria de Sião foi reconstruída em 1404, e novos bairros de moradia foram criados no século XVI. Porém, em 1535, a cidade foi invadida e destruída pelo chefe militar somali Amade ibne Ibraim Algazi. Nos séculos seguintes, Axum foi vítima de pragas de gafanhotos, cólera e fome que dizimaram a população. A importância simbólica para a religião e realeza etíope, porém, nunca foi esquecida.